# Lista państw członkowskich Organizacji Narodów Zjednoczonych
     1945 (członkowie pierwotni)
     1946–1959
     1960–1989
     po 1990
     obserwatorzy

Mapa wyróżniająca na niebiesko państwa członkowskie ONZ wraz z ich terytoriami zależnymi

Mapa rozróżniająca obecne państwa członkowskie według daty przystąpienia.
1945 (członkowie pierwotni)
1946–1959
1960–1989
po 1990
obserwatorzy

Lista państw członkowskich Organizacji Narodów Zjednoczonych – lista państw członkowskich Organizacji Narodów Zjednoczonych na podstawie UN Press Release ORG/1469 (dokumentu wydanego 3 lipca 2006 r.). Lista została uzupełniona o Sudan Południowy, który został przyjęty do ONZ w 2011 r.

## Obecni członkowie
Nazwy państw-członków pierwotnych zostały wyróżnione kolorem.
|     | Państwo członkowskie                                                         | Data wstąpienia           |
| --- | ---------------------------------------------------------------------------- | ------------------------- |
| 1   | Afganistan                                                                   | 19 listopada 1946(dts)    |
| 2   | Albania                                                                      | 14 grudnia 1955(dts)      |
| 3   | Algieria                                                                     | 8 października 1962(dts)  |
| 4   | Andora                                                                       | 28 lipca 1993(dts)        |
| 5   | Angola                                                                       | 1 grudnia 1976(dts)       |
| 6   | Antigua i Barbuda                                                            | 11 listopada 1981(dts)    |
| 7   | Arabia Saudyjska                                                             | 24 października 1945(dts) |
| 8   | Argentyna                                                                    | 24 października 1945(dts) |
| 9   | Armenia                                                                      | 2 marca 1992(dts)         |
| 10  | Australia                                                                    | 1 listopada 1945(dts)     |
| 11  | Austria                                                                      | 15 grudnia 1955(dts)      |
| 12  | Azerbejdżan                                                                  | 2 marca 1992(dts)         |
| 13  | Bahamy                                                                       | 18 września 1973(dts)     |
| 14  | Bahrajn                                                                      | 21 września 1971(dts)     |
| 15  | Bangladesz                                                                   | 17 września 1974(dts)     |
| 16  | Barbados                                                                     | 9 grudnia 1966(dts)       |
| 17  | Belgia                                                                       | 27 grudnia 1945(dts)      |
| 18  | Belize                                                                       | 25 września 1981(dts)     |
| 19  | Benin                                                                        | 20 września 1960(dts)     |
| 20  | Bhutan                                                                       | 21 września 1971(dts)     |
| 21  | Białoruś (do 1991 r. Białoruska SRR)                                         | 24 października 1945(dts) |
| 22  | Boliwia                                                                      | 14 listopada 1945(dts)    |
| 23  | Bośnia i Hercegowina                                                         | 22 maja 1992(dts)         |
| 24  | Botswana                                                                     | 17 października 1966(dts) |
| 25  | Brazylia                                                                     | 24 października 1945(dts) |
| 26  | Brunei Darussalam                                                            | 21 września 1984(dts)     |
| 27  | Bułgaria                                                                     | 14 grudnia 1955(dts)      |
| 28  | Burkina Faso                                                                 | 20 września 1960(dts)     |
| 29  | Burundi                                                                      | 18 września 1962(dts)     |
| 30  | Chile                                                                        | 24 października 1945(dts) |
| 31  | Chińska Republika Ludowa (do 1971 r. Chiny reprezentowała Republika Chińska) | 25 października 1971(dts) |
| 32  | Chorwacja                                                                    | 22 maja 1992(dts)         |
| 33  | Cypr                                                                         | 20 września 1960(dts)     |
| 34  | Czad                                                                         | 20 września 1960(dts)     |
| 35  | Czarnogóra                                                                   | 28 czerwca 2006(dts)      |
| 36  | Czechy                                                                       | 19 stycznia 1993(dts)     |
| 37  | Dania                                                                        | 24 października 1945(dts) |
| 38  | Demokratyczna Republika Konga                                                | 20 września 1960(dts)     |
| 39  | Dominika                                                                     | 18 grudnia 1978(dts)      |
| 40  | Dominikana                                                                   | 24 października 1945(dts) |
| 41  | Dżibuti                                                                      | 20 września 1977(dts)     |
| 42  | Egipt                                                                        | 24 października 1945(dts) |
| 43  | Ekwador                                                                      | 21 grudnia 1945(dts)      |
| 44  | Erytrea                                                                      | 28 maja 1993(dts)         |
| 45  | Estonia                                                                      | 17 września 1991(dts)     |
| 46  | Eswatini                                                                     | 24 września 1968(dts)     |
| 47  | Etiopia                                                                      | 13 listopada 1945(dts)    |
| 48  | Fidżi                                                                        | 13 października 1970(dts) |
| 49  | Filipiny                                                                     | 24 października 1945(dts) |
| 50  | Finlandia                                                                    | 14 grudnia 1955(dts)      |
| 51  | Francja                                                                      | 24 października 1945(dts) |
| 52  | Gabon                                                                        | 20 września 1960(dts)     |
| 53  | Gambia                                                                       | 21 września 1965(dts)     |
| 54  | Ghana                                                                        | 8 marca 1957(dts)         |
| 55  | Grecja                                                                       | 25 października 1945(dts) |
| 56  | Grenada                                                                      | 17 września 1974(dts)     |
| 57  | Gruzja                                                                       | 31 lipca 1992(dts)        |
| 58  | Gujana                                                                       | 20 września 1966(dts)     |
| 59  | Gwatemala                                                                    | 21 listopada 1945(dts)    |
| 60  | Gwinea                                                                       | 12 grudnia 1958(dts)      |
| 61  | Gwinea Bissau                                                                | 17 września 1974(dts)     |
| 62  | Gwinea Równikowa                                                             | 12 listopada 1968(dts)    |
| 63  | Haiti                                                                        | 24 października 1945(dts) |
| 64  | Hiszpania                                                                    | 14 grudnia 1955(dts)      |
| 65  | Holandia                                                                     | 10 grudnia 1945(dts)      |
| 66  | Honduras                                                                     | 17 grudnia 1945(dts)      |
| 67  | Indie                                                                        | 30 października 1945(dts) |
| 68  | Indonezja                                                                    | 28 września 1950(dts)     |
| 69  | Irak                                                                         | 21 grudnia 1945(dts)      |
| 70  | Iran                                                                         | 24 października 1945(dts) |
| 71  | Irlandia                                                                     | 14 grudnia 1955(dts)      |
| 72  | Islandia                                                                     | 19 listopada 1946(dts)    |
| 73  | Izrael                                                                       | 11 maja 1949(dts)         |
| 74  | Jamajka                                                                      | 18 września 1962(dts)     |
| 75  | Japonia                                                                      | 18 grudnia 1956(dts)      |
| 76  | Jemen                                                                        | 30 września 1947(dts)     |
| 77  | Jordania                                                                     | 14 grudnia 1955(dts)      |
| 78  | Kambodża                                                                     | 14 grudnia 1955(dts)      |
| 79  | Kamerun                                                                      | 20 września 1960(dts)     |
| 80  | Kanada                                                                       | 9 listopada 1945(dts)     |
| 81  | Katar                                                                        | 21 września 1971(dts)     |
| 82  | Kazachstan                                                                   | 2 marca 1992(dts)         |
| 83  | Kenia                                                                        | 16 grudnia 1963(dts)      |
| 84  | Kirgistan                                                                    | 2 marca 1992(dts)         |
| 85  | Kiribati                                                                     | 14 września 1999(dts)     |
| 86  | Kolumbia                                                                     | 5 listopada 1945(dts)     |
| 87  | Komory                                                                       | 12 listopada 1975(dts)    |
| 88  | Kongo                                                                        | 20 września 1960(dts)     |
| 89  | Korea Południowa                                                             | 17 września 1991(dts)     |
| 90  | Korea Północna                                                               | 17 września 1991(dts)     |
| 91  | Kostaryka                                                                    | 2 listopada 1945(dts)     |
| 92  | Kuba                                                                         | 24 października 1945(dts) |
| 93  | Kuwejt                                                                       | 14 maja 1963(dts)         |
| 94  | Laos                                                                         | 14 grudnia 1955(dts)      |
| 95  | Lesotho                                                                      | 17 października 1966(dts) |
| 96  | Liban                                                                        | 24 października 1945(dts) |
| 97  | Liberia                                                                      | 2 listopada 1945(dts)     |
| 98  | Libia                                                                        | 14 grudnia 1955(dts)      |
| 99  | Liechtenstein                                                                | 18 września 1990(dts)     |
| 100 | Litwa                                                                        | 17 września 1991(dts)     |
| 101 | Luksemburg                                                                   | 24 października 1945(dts) |
| 102 | Łotwa                                                                        | 17 września 1991(dts)     |
| 103 | Macedonia Północna                                                           | 8 kwietnia 1993(dts)      |
| 104 | Madagaskar                                                                   | 20 września 1960(dts)     |
| 105 | Malawi                                                                       | 1 grudnia 1964(dts)       |
| 106 | Malediwy                                                                     | 21 września 1965(dts)     |
| 107 | Malezja                                                                      | 17 września 1957(dts)     |
| 108 | Mali                                                                         | 28 września 1960(dts)     |
| 109 | Malta                                                                        | 1 grudnia 1964(dts)       |
| 110 | Maroko                                                                       | 12 listopada 1956(dts)    |
| 111 | Mauretania                                                                   | 27 października 1961(dts) |
| 112 | Mauritius                                                                    | 24 kwietnia 1968(dts)     |
| 113 | Meksyk                                                                       | 7 listopada 1945(dts)     |
| 114 | Mikronezja                                                                   | 17 września 1991(dts)     |
| 115 | Mjanma                                                                       | 19 kwietnia 1948(dts)     |
| 116 | Mołdawia                                                                     | 2 marca 1992(dts)         |
| 117 | Monako                                                                       | 28 maja 1993(dts)         |
| 118 | Mongolia                                                                     | 27 października 1961(dts) |
| 119 | Mozambik                                                                     | 16 września 1975(dts)     |
| 120 | Namibia                                                                      | 23 kwietnia 1990(dts)     |
| 121 | Nauru                                                                        | 14 września 1999(dts)     |
| 122 | Nepal                                                                        | 14 grudnia 1955(dts)      |
| 123 | Niemcy                                                                       | 18 września 1973(dts)     |
| 124 | Niger                                                                        | 20 września 1960(dts)     |
| 125 | Nigeria                                                                      | 7 października 1960(dts)  |
| 126 | Nikaragua                                                                    | 24 października 1945(dts) |
| 127 | Norwegia                                                                     | 27 listopada 1945(dts)    |
| 128 | Nowa Zelandia                                                                | 24 października 1945(dts) |
| 129 | Oman                                                                         | 7 października 1971(dts)  |
| 130 | Pakistan                                                                     | 30 września 1947(dts)     |
| 131 | Palau                                                                        | 15 grudnia 1994(dts)      |
| 132 | Panama                                                                       | 13 listopada 1945(dts)    |
| 133 | Papua-Nowa Gwinea                                                            | 10 października 1975(dts) |
| 134 | Paragwaj                                                                     | 24 października 1945(dts) |
| 135 | Peru                                                                         | 31 października 1945(dts) |
| 136 | Polska                                                                       | 24 października 1945(dts) |
| 137 | Portugalia                                                                   | 14 grudnia 1955(dts)      |
| 138 | Południowa Afryka                                                            | 7 listopada 1945(dts)     |
| 139 | Republika Środkowoafrykańska                                                 | 20 września 1960(dts)     |
| 140 | Republika Zielonego Przylądka                                                | 16 września 1975(dts)     |
| 141 | Rosja (do 1991 r. ZSRR)                                                      | 24 października 1945(dts) |
| 142 | Rwanda                                                                       | 18 września 1962(dts)     |
| 143 | Rumunia                                                                      | 14 grudnia 1955(dts)      |
| 144 | Saint Kitts i Nevis                                                          | 23 września 1983(dts)     |
| 145 | Saint Lucia                                                                  | 18 września 1979(dts)     |
| 146 | Saint Vincent i Grenadyny                                                    | 16 września 1980(dts)     |
| 147 | Salwador                                                                     | 24 października 1945(dts) |
| 148 | Samoa                                                                        | 15 grudnia 1976(dts)      |
| 149 | San Marino                                                                   | 2 marca 1992(dts)         |
| 150 | Senegal                                                                      | 28 września 1960(dts)     |
| 151 | Serbia                                                                       | 1 listopada 2000(dts)     |
| 152 | Seszele                                                                      | 21 września 1976(dts)     |
| 153 | Sierra Leone                                                                 | 27 września 1961(dts)     |
| 154 | Singapur                                                                     | 21 września 1965(dts)     |
| 155 | Słowacja                                                                     | 19 stycznia 1993(dts)     |
| 156 | Słowenia                                                                     | 22 maja 1992(dts)         |
| 157 | Somalia                                                                      | 20 września 1960(dts)     |
| 158 | Sri Lanka                                                                    | 14 grudnia 1955(dts)      |
| 159 | Stany Zjednoczone                                                            | 24 października 1945(dts) |
| 160 | Sudan                                                                        | 12 listopada 1956(dts)    |
| 161 | Sudan Południowy                                                             | 14 lipca 2011(dts)        |
| 162 | Surinam                                                                      | 4 grudnia 1975(dts)       |
| 163 | Syria                                                                        | 24 października 1945(dts) |
| 164 | Szwajcaria                                                                   | 10 września 2002(dts)     |
| 165 | Szwecja                                                                      | 19 listopada 1946(dts)    |
| 166 | Tadżykistan                                                                  | 2 marca 1992(dts)         |
| 167 | Tajlandia                                                                    | 16 grudnia 1946(dts)      |
| 168 | Tanzania                                                                     | 14 grudnia 1961(dts)      |
| 169 | Timor Wschodni                                                               | 27 września 2002(dts)     |
| 170 | Togo                                                                         | 20 września 1960(dts)     |
| 171 | Tonga                                                                        | 14 września 1999(dts)     |
| 172 | Trynidad i Tobago                                                            | 18 września 1962(dts)     |
| 173 | Tunezja                                                                      | 12 listopada 1956(dts)    |
| 174 | Turcja                                                                       | 24 października 1945(dts) |
| 175 | Turkmenistan                                                                 | 2 marca 1992(dts)         |
| 176 | Tuvalu                                                                       | 5 września 2000(dts)      |
| 177 | Uganda                                                                       | 25 października 1962(dts) |
| 178 | Ukraina (do 1991 r. Ukraińska SRR)                                           | 24 października 1945(dts) |
| 179 | Urugwaj                                                                      | 18 grudnia 1945(dts)      |
| 180 | Uzbekistan                                                                   | 2 marca 1992(dts)         |
| 181 | Vanuatu                                                                      | 15 września 1981(dts)     |
| 182 | Wenezuela                                                                    | 15 listopada 1945(dts)    |
| 183 | Węgry                                                                        | 14 grudnia 1955(dts)      |
| 184 | Wielka Brytania                                                              | 24 października 1945(dts) |
| 185 | Wietnam                                                                      | 20 września 1977(dts)     |
| 186 | Włochy                                                                       | 14 grudnia 1955(dts)      |
| 187 | Wybrzeże Kości Słoniowej                                                     | 20 września 1960(dts)     |
| 188 | Wyspy Marshalla                                                              | 17 września 1991(dts)     |
| 189 | Wyspy Salomona                                                               | 19 września 1978(dts)     |
| 190 | Wyspy Świętego Tomasza i Książęca                                            | 16 września 1975(dts)     |
| 191 | Zambia                                                                       | 1 grudnia 1964(dts)       |
| 192 | Zimbabwe                                                                     | 25 sierpnia 1980(dts)     |
| 193 | Zjednoczone Emiraty Arabskie                                                 | 9 grudnia 1971(dts)       |

## Obecni obserwatorzy
| Nr. | Państwo            |
| --- | ------------------ |
| 1   | Stolica Apostolska |
| 2   | Palestyna          |

## Dawni członkowie
- Republika Chińska od 24 października 1945 r. do 25 października 1971 r.
- Czechosłowacja od 24 października 1945 r. do 31 grudnia 1992 r.
- Jemen Południowy od 14 grudnia 1967 r. do 21 maja 1990 r.
- Socjalistyczna Federacyjna Republika Jugosławii od 24 października 1945 r. do 22 września 1992 r.
- Niemiecka Republika Demokratyczna od 18 września 1973 r. do 2 października 1990 r.
- Zanzibar od 16 grudnia 1963 r. do 31 października 1964 r.

## Kraje z okresami przerwy w członkostwie
- Indonezja od 20 stycznia 1965 r. do 28 września 1966 r.
- Federalna Republika Jugosławii od 22 września 1992 r. do 1 listopada 2000 r.